# Distrito de Manufahi
Manufahi es un distrito de Timor Oriental. Localizado en la costa sur del país, su capital es Same. Posee una extensión de 1325 km² y una población de 41 mil habitantes.
- Datos: Q629934
- Multimedia: Manufahi / Q629934